# Герхард фон Даксберг
Герхард (II) фон Даксберг (на немски: Gerhard (II) von Dachsberg; † 1333/1335) e рицар от род Даксберг, господар на замък Йоса/Даксберг в Хесен.
Той е син на Райнхард фон Йоса († ок. 1297) и съпругата му Агнес фон Бикенбах († 1294), дъщеря на минезенгер Конрад II фон Бикенбах/Клингенберг († 1272) и Гуда фон Фалкенщайн († 1290). Майка му е внучка на Готфрид I фон Бикенбах († 1245) и Агнес фон Даун († 1254).	
Със смъртта на Конрад (1272) и Гуда (1290) майка му Агнес и синовете ѝ Гебхард и Гизо наследяват селището Йоса и други села. Ок. 1290 – 1300 г. Гебхард II и брат му Гизо IV фон Йоса построяват замък на хълма Дагсберг.
На 4 август 1312 г. Герхард II и Гизо IV подаряват замъка на архиепископа на Майнц Петер фон Аспелт и той им го дава обратно, като има право да го ползва. При конфликти Гизо трябва да е неутрален, а Герхард да помага на Майнц.
Герхард II умира ок. 1335 г. и неговите наследници продават замъка и земите наоколо постепенно на шенките фон Ербах. Вдовицата на брат му Гизо, Хедвиг и нейният син продават също техните части на Ербах. След 1360 г. замъкът е използван за материали.

## Фамилия
Герхард фон Даксберг се жени пр. 4 август 1312 г. за Лукардис фон Ербах-Ербах († сл. 28 февруари 1339), дъщеря на шенк Еберхард V фон Ербах-Ербах († пр. 1303) и Агнес Райц фон Бройберг († 1302). Бракът е бездетен.